# Marquesado de González de Castejón
El marquesado de González de Castejón es un título nobiliario español, creado el 15 de febrero de 1776 por el rey Carlos III a favor de Pedro González de Castejón y Salazar, teniente general de la Real Armada y caballero de la Orden de Santiago.

## Marqueses de González de Castejón
|                         | Titular                                                               | Periodo                 |
| Creación por Carlos III | Creación por Carlos III                                               | Creación por Carlos III |
| ----------------------- | --------------------------------------------------------------------- | ----------------------- |
| I                       | Pedro González de Castejón y Salazar                                  | 1776-1783               |
| II                      | Teresa de Castejón y Arnedo                                           | 1859-1905               |
| III                     | Ricardo Álvarez de Espejo y González de Castejón y Fernández del Pozo | 1905-1943               |
| IV                      | Luis Álvarez de Espejo y Esteban                                      | 1953-1978               |
| V                       | Luis Gonzaga Álvarez de Espejo Mariátegui                             | 1978-2021               |
| VI                      | Francisco Javier Álvarez de Espejo Mariátegui                         | 2021-actual titular     |

## Historia de los marqueses de González de Castejón

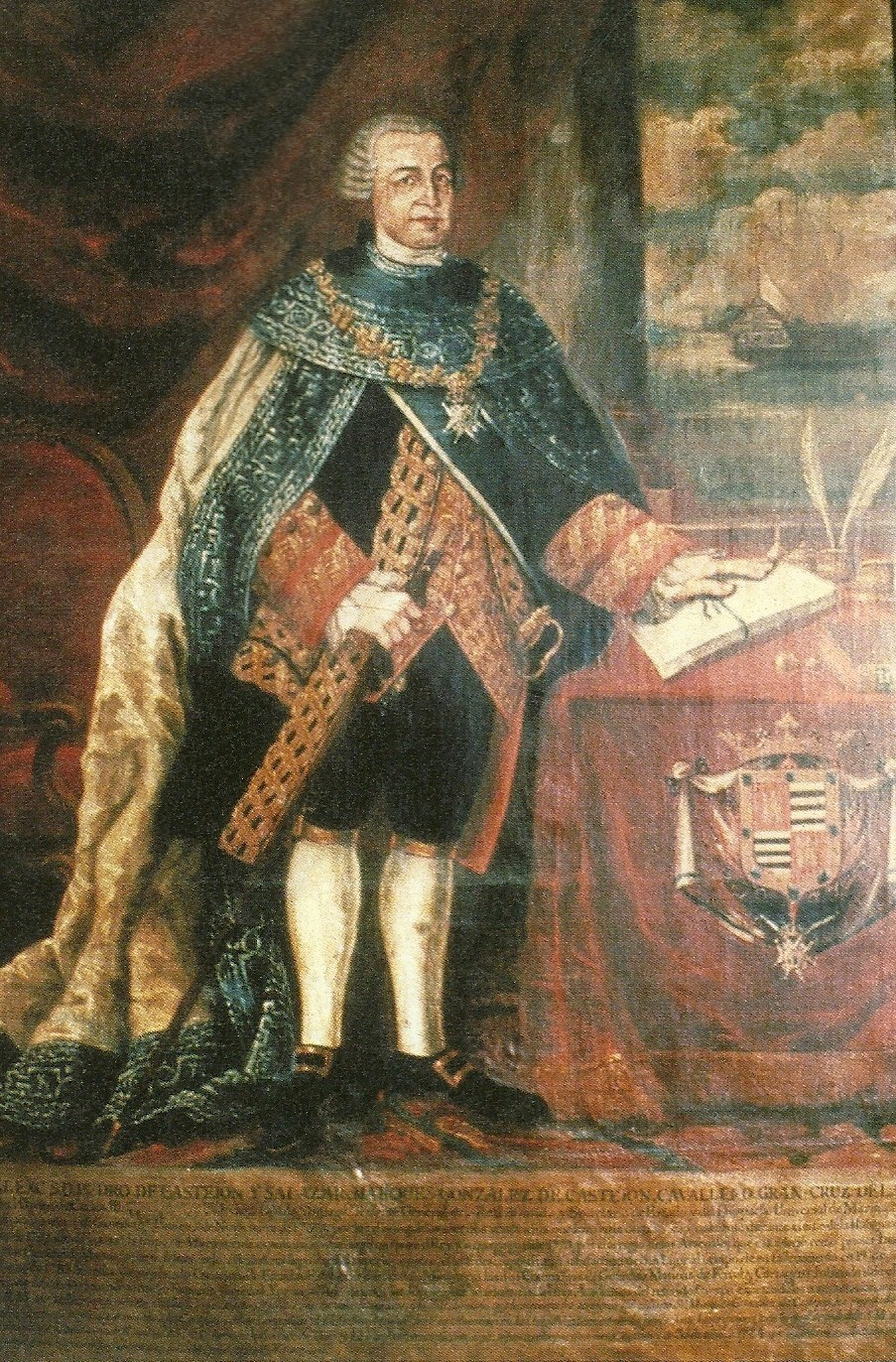
Pedro González de Castejón

- Pedro González de Castejón y Salazar (Tudela, 24 de julio de 1719-Madrid, 19 de marzo de 1783) I marqués de González de Castejón,[2] teniente general de la Armada Española, comendador de Orchenta en la Orden de Santiago.[2] Era el hijo segundo de Juan Manuel González de Castejón y Camargo, alcalde mayor de Tudela, y Juana de Salazar y Gascón.[2]

Casó con Felipa Campbell y Wadron, sin descendencia. En 16 de septiembre de 1859, sucedió:
- Teresa de Castejón y Arnedo (m. 9 de mayo de 1831), II marquesa de González de Castejón,[1] hija de Rufino Felipe González de Castejón y Villanueva y de Micaela María Arnedo y Jiménez Cascante.

Casó con José Vicente Álvarez de Espejo y Navarro de Eguí, natural de Borja. En 2 de noviembre de 1905 sucedió su hijo:
- Ricardo Álvarez de Espejo y González de Castejón (París, 25 de diciembre de 1864-Zaragoza, 16 de septiembre de 1943), III marqués de González de Castejón,[1] Cruz de la Real y Militar Orden de San Fernando[3] y caballero de la Orden de Calatrava desde 1909.[4]

Casó con María del Carmen Esteban y Fernández del Pozo, hija de Martín Esteban y Muñoz, I marqués de Torrelaguna, y de su esposa, Benita Fernández del Pozo. En 30 de octubre de 1953, sucedió su hijo:
- Luis Álvarez de Espejo y Esteban IV marqués de González de Castejón[1]

Contrajo matrimonio con Sonsoles Mariátegui Gómez de la Lama (m. 1974). En 15 de marzo de 1978 sucedió su hijo:
- Luis Gonzaga Álvarez de Espejo Mariátegui (m. 16 de mayo de 2021),[7] V marqués de González de Castejón[1][8] Sucedió su hermano:

- Francisco Javier Álvarez de Espejo Mariátegui, VI marqués de González de Castejón[9]